# C'est notre affaire
C'est notre affaire est un magazine hebdomadaire diffusé sur France 5 de octobre 2004 à juin 2013. Présenté par Claire Fournier, il est consacré à la consommation.

## Concept
L'émission traite initialement[précision nécessaire] un sujet sous divers angles, avec un plateau qui se déplaçait chaque semaine dans une entreprise. Par la suite elle évoque la consommation au quotidien avec des reportages et ses invités.
À ses débuts, l'émission était présentée sur un plateau dans une maison à Garches mais à partir de septembre 2010, elle est tournée dans les lieux ayant un rapport avec le thème de l'émission.

## Historique
Créée et réalisée par Benoit LEMOINE en octobre 2004, l'émission est d'abord présentée par Carole Gaessler (également rédactrice en chef).
À partir de la rentrée 2010, les tournages s'effectuent en dehors du plateau. Cette nouvelle formule voit ainsi améliorer les audiences de l'émission.
De février à juin 2011, pendant le congé de maternité de Claire Fournier, Valérie Durier présente l'émission.
Du 22 mai au 26 juin 2013, c'est-à-dire jusqu'à la fin de la saison, Valérie Durier remplace à nouveau Claire Fournier, en congé maternité. Étant donné que la chaîne met fin à l'émission à l'issue de cette saison, elle n'apparaît donc plus jusqu'à l'arrêt de l'émission.

## Identité visuelle

Logo actuel de l'émission depuis septembre 2010